# Cumberland Head
Cumberland Head és una concentració de població designada pel cens dels Estats Units a l'estat de Nova York. Segons el cens del 2000 tenia 1.532 habitants.

## Demografia
Segons el cens del 2000, Cumberland Head tenia 1.532 habitants, 629 habitatges, i 439 famílies. La densitat de població era de 159,9 habitants/km².
Dels 629 habitatges en un 29,9% hi vivien nens de menys de 18 anys, en un 58,8% hi vivien parelles casades, en un 7,2% dones solteres, i en un 30,2% no eren unitats familiars. En el 23,2% dels habitatges hi vivien persones soles el 8,1% de les quals corresponia a persones de 65 anys o més que vivien soles. El nombre mitjà de persones vivint en cada habitatge era de 2,44 i el nombre mitjà de persones que vivien en cada família era de 2,89.
Per edats la població es repartia de la següent manera: un 24% tenia menys de 18 anys, un 4,7% entre 18 i 24, un 28,6% entre 25 i 44, un 28,9% de 45 a 60 i un 13,9% 65 anys o més.
L'edat mediana era de 41 anys. Per cada 100 dones de 18 o més anys hi havia 99,1 homes.
La renda mediana per habitatge era de 54.659 $ i la renda mediana per família de 62.434 $. Els homes tenien una renda mediana de 41.100 $ mentre que les dones 27.438 $. La renda per capita de la població era de 29.092 $. Entorn de l'1,7% de les famílies i el 3,5% de la població estaven per davall del llindar de pobresa.